# 伊斯特代 (肯塔基州)
伊斯特代（英語：Easterday）是位於美國肯塔基州卡洛爾縣的一個非建制地區。

## 地理
伊斯特代所處的海拔為高於海平面208米（即682英呎），而該地所採用的時區為UTC-5，即北美東部時區（EST）。同時該地設有夏令時間，為UTC-5調快一小時，即UTC-4（EDT）。